# Contarinia asclepiadis
Contarinia asclepiadis är en tvåvingeart som först beskrevs av Giraud 1863.  Contarinia asclepiadis ingår i släktet Contarinia och familjen gallmyggor. Inga underarter finns listade i Catalogue of Life.